# Carbonato alcalino
Os carbonatos alcalinos são uma classe de compostos químicos os quais são compostos de um metal alcalino como cátion e o ânion carbonato (CO3-). 
Podem ser completamente neutralizados, os carbonatos propriamente ditos, e os bicarbonatos (ou carbonatos ácidos ou hidrogenocarbonatos), parcialmente neutralizados.
Os carbonatos alcalinos são:
- Carbonato de lítio (Li2CO3)
- Carbonato de sódio (Na2CO3)
- Carbonato de potássio (K2CO3)
- Carbonato de rubídio (Rb2CO3)
- Carbonato de césio (Cs2CO3)